# Liste deutscher U-Boote (1935–1945)/U 501–U 750
Deutsche U-Boote (1935–1945):
U 1–U 250 | U 251–U 500 | U 501–U 750 | U 751–U 1000 | U 1001–U 1250 | U 1251–U 1500 | U 1501–U 4870

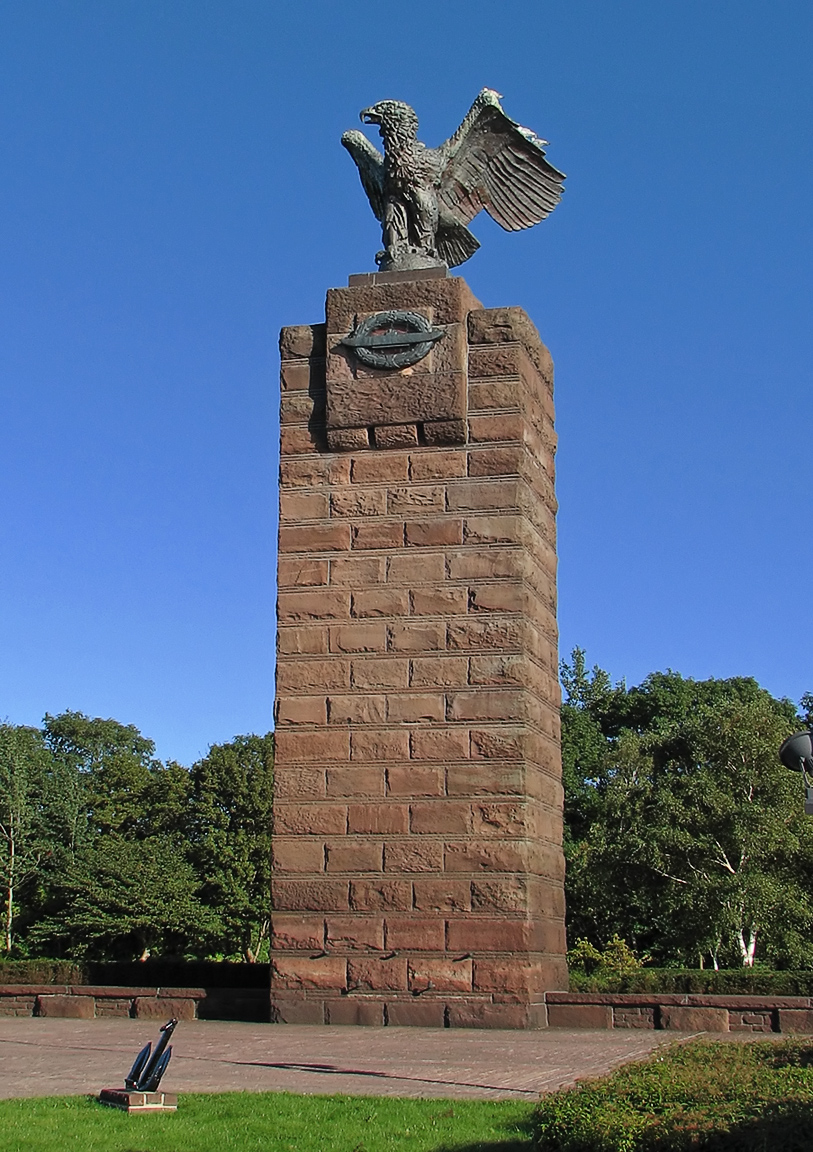
U-Boot-Ehrenmal Möltenort

Die Liste deutscher U-Boote (1935–1945)/U 501–U 750 verzeichnet die von der Kriegsmarine im Zweiten Weltkrieg eingesetzten U-Boote U 501 bis U 750.

## Legende
Zum Schicksal der U-Boote (Stichdatum 8. Mai 1945):
- † = durch Feindeinwirkung zerstört
- ? = im Einsatz vermisst
- § = vom Feind aufgebracht, gekapert oder erbeutet
- × = Unfall oder selbst versenkt
- A = Außerdienststellung (verschrottet, abgewrackt oder einer anderen Verwendung zugeführt)

## U 501–U 550
| Schiff | Klasse  | Indienststellung | Außerdienststellung |   | Bemerkung |
| ------ | ------- | ---------------- | ------------------- | - | --- |
| U 501  | IX C    | 30. Apr. 1941    | 10. Sep. 1941       | † | In der Dänemarkstraße durch Wasserbomben und Rammen durch die kanadischen Korvetten HMCS Chambly und HMCS Mossejaw versenkt (11 Tote) |
| U 502  | IX C    | 3. Mai 1941      | 5. Juli 1942        | † | Im Golf von Biskaya durch Flugzeug versenkt (Totalverlust) |
| U 503  | IX C    | 10. Juli 1941    | 15. März 1942       | † | Durch Flugzeug südöstlich von Neufundland versenkt (Totalverlust) |
| U 504  | IX C    | 30. Juli 1941    | 30. Juli 1943       | † | Im Nordatlantik vor Kap Ortegal durch britische Sloops Kite, Woodpecker und Wild Goose versenkt (Totalverlust) |
| U 505  | IX C    | 26. Aug. 1941    | 4. Juni 1944        | § | Westlich von Afrika nach Beschädigung durch Flugzeuge der Guadalcanal vom amerikanischen Geleitzerstörer Pillsbury aufgebracht und zu den Bermuda-Inseln geschleppt (1 Toter, 59 Überlebende). Umbenannt in Nemo. Heute im Museum of Science and Industry (Chicago)                                            |
| U 506  | IX C    | 15. Sep. 1941    | 12. Juli 1943       | † | Westlich Vigo, durch Wasserbomben eines britischen Flugzeuges versenkt (48 Tote) |
| U 507  | IX C    | 8. Okt. 1941     | 13. Jan. 1943       | † | Im Südatlantik, nordwestlich Natal, durch Wasserbomben eines amerikanischen Flugzeuges versenkt (Totalverlust) |
| U 508  | IX C    | 20. Okt. 1941    | 12. Nov. 1943       | † | Im Golf von Biskaya, durch Wasserbomben eines amerikanischen Flugzeuges versenkt (Totalverlust) |
| U 509  | IX C    | 4. Nov. 1941     | 15. Juli 1943       | † | Westlich von Madeira, durch Torpedo eines Flugzeuges der USS Santee versenkt (Totalverlust) |
| U 510  | IX C    | 25. Nov. 1941    | 10. Mai 1945        | § | Nach Kriegsende in St. Nazaire ergeben, Boot wurde am 12. Mai 1945 von den französischen Streitkräften als Bouan übernommen, am 1. Mai 1959 als Q 176 außer Dienst gestellt und 1960 abgebrochen |
| U 511  | IX C    | 8. Dez. 1941     | Aug. 1945           | A | Am 16. September 1943 an die Japaner übergeben, dort in RO 500 umbenannt, im August 1945 in Maizuru sichergestellt, am 30. April 1946 im Golf von Maizuru durch die US Navy versenkt |
| U 512  | IX C    | 20. Dez. 1941    | 2. Okt. 1942        | † | Nördlich Cayenne, durch Wasserbomben eines amerikanischen Flugzeuges versenkt (51 Tote) |
| U 513  | IX C    | 10. Jan. 1942    | 19. Juli 1943       | † | Im Südatlantik südöstlich São Francisco do Sul (Brasilien) durch Wasserbomben eines amerikanischen Flugzeuges auf seiner vierten Feindfahrt versenkt. Es gab 46 Tote zu beklagen, 7 Besatzungsmitglieder überlebten, darunter Kommandant Friedrich Guggenberger. Das Wrack wurde 2011 in 130 m Tiefe entdeckt. |
| U 514  | IX C    | 24. Jan. 1942    | 8. Juli 1943        | † | Nordöstlich des Kap Finisterre, durch Wasserbomben eines britischen Flugzeuges versenkt, Totalverlust |
| U 515  | IX C    | 21. Feb. 1942    | 9. Apr. 1944        | † | Nördlich Madeira, durch Raketen von Flugzeugen der Guadalcanal, sowie Wasserbomben von Pope, Pillsbury, Chatelain und Flaherty versenkt (16 Tote) |
| U 516  | IX C    | 21. Feb. 1942    | 14. Mai 1945        | § | Nach Kriegsende in Lough Foyle übergeben und am 2. Januar 1946 anlässlich der Operation Deadlight versenkt |
| U 517  | IX C    | 21. März 1942    | 21. Nov. 1942       | † | Südwestlich von Irland, von Wasserbomben eines Flugzeuges der Victorious versenkt (1 Toter) |
| U 518  | IX C    | 25. Apr. 1942    | 22. Apr. 1945       | † | Nordwestlich der Azoren, durch Wasserbomben der USS Carter und USS Neal A. Scott versenkt (Totalverlust) |
| U 519  | IX C    | 7. Mai 1942      | 31. Jan. 1943       | ? | Vermisst im Golf von Biskaya |
| U 520  | IX C    | 19. Mai 1942     | 30. Okt. 1942       | † | Östlich von Neufundland, durch Wasserbomben eines kanadischen Flugzeuges versenkt (Totalverlust) |
| U 521  | IX C    | 3. Juni 1942     | 2. Juni 1943        | † | Südöstlich von Baltimore, durch Wasserbomben der USS PC 565 versenkt (51 Tote, nur Kapitänleutnant Klaus Bargsten überlebte) |
| U 522  | IX C    | 11. Juni 1942    | 23. Feb. 1943       | † | Südwestlich von Madeira, durch Wasserbomben der HMS Totland versenkt (Totalverlust) |
| U 523  | IX C    | 4. Aug. 1942     | 25. Aug. 1943       | † | Westlich von Vigo, durch Wasserbomben von HMS Wanderer und HMS Wallflower versenkt (17 Tote) |
| U 524  | IX C    | 8. Juli 1942     | 22. März 1943       | † | Südlich von Madeira, durch Wasserbomben eines amerikanischen Flugzeuges versenkt, Totalverlust |
| U 525  | IX C 40 | 30. Juli 1942    | 11. Aug. 1943       | † | Nordwestlich der Azoren, durch Torpedo von Flugzeugen der Card versenkt, Totalverlust |
| U 526  | IX C 40 | 12. Aug. 1942    | 14. Apr. 1943       | † | Im Golf von Biskaya nahe Lorient, auf eine Mine gelaufen (42 Tote) |
| U 527  | IX C 40 | 2. Sep. 1942     | 23. Juli 1943       | † | Südlich der Azoren, während des Treffens mit U 648, durch Wasserbomben eines Flugzeuges der Bogue versenkt, (40 Tote, 13 Überlebende) |
| U 528  | IX C 40 | 16. Sep. 1942    | 11. Mai 1943        | † | Südwestlich von Irland, durch Wasserbomben eines Flugzeuges und der Fleetwood versenkt (11 Tote, 45 Überlebende) |
| U 529  | IX C 40 | 30. Sep. 1942    | 12. Feb. 1943       | ? | Wird im Nordatlantik vermisst |
| U 530  | IX C 40 | 14. Okt. 1942    | 10. Juli 1945       | § | Nach Kriegsende in Mar del Plata an Argentinien übergeben, von den USA für Tests gebraucht, am 28. November 1947 während Schießübungen nordöstlich von Kap Cod mit Torpedo versenkt |
| U 531  | IX C 40 | 28. Okt. 1942    | 6. Mai 1943         | † | Nordöstlich von Neufundland, durch Wasserbomben von HMS Vidette versenkt (Totalverlust) |
| U 532  | IX C 40 | 11. Nov. 1942    | 10. Mai 1945        | § | Nach Kriegsende in Liverpool an die Royal Navy übergeben und am 6. Dezember 1945 anlässlich der Operation Deadlight versenkt |
| U 533  | IX C 40 | 25. Nov. 1942    | 16. Okt. 1943       | † | Im Golf von Oman, durch Wasserbomben eines britischen Flugzeuges versenkt (52 Tote, 1 Überlebender) |
| U 534  | IX C 40 | 23. Dez. 1942    | 5. Mai 1945         | † | Im Kattegat nordwestlich Helsingør, durch Wasserbomben eines britischen Flugzeuges versenkt (3 Tote, 49 Überlebende) |
| U 535  | IX C 40 | 23. Dez. 1942    | 5. Juli 1943        | † | Nordöstlich von Kap Finisterre, durch Wasserbomben eines britischen Flugzeuges versenkt (Totalverlust) |
| U 536  | IX C 40 | 13. Jan. 1943    | 20. Nov. 1943       | † | Beteiligt an Unternehmen Kiebitz (Gefangenenflucht in Kanada), Kommandant Rolf Schauenburg; nordöstlich der Azoren, durch Wasserbomben von HMS Nene, HMCS Snowberry und HMS Calgary versenkt (38 Tote, 17 Überlebende)                                                                                         |
| U 537  | IX C 40 | 27. Jan. 1943    | 9. Nov. 1944        | † | In der Javasee, durch Torpedo des U-Bootes Flounder versenkt (Totalverlust) |
| U 538  | IX C 40 | 10. Feb. 1943    | 21. Nov. 1943       | † | Südwestlich von Irland, durch Wasserbomben von HMS Foley und HMS Crane versenkt (Totalverlust) |
| U 539  | IX C 40 | 24. Feb. 1943    | 8. Mai 1945         | § | In Bergen übergeben und am 4. Dezember 1945 anlässlich der Operation Deadlight versenkt |
| U 540  | IX C 40 | 10. März 1943    | 17. Okt. 1943       | † | Östlich von Kap Farvel, durch Wasserbomben zweier britischer Flugzeuge versenkt (Totalverlust) |
| U 541  | IX C 40 | 24. März 1943    | 14. Mai 1945        | § | Nach Kriegsende in Gibraltar übergeben und am 5. Januar 1946 anlässlich der Operation Deadlight versenkt |
| U 542  | IX C 40 | 7. Apr. 1943     | 28. Nov. 1943       | † | Nördlich von Madeira, durch Wasserbomben eines britischen Flugzeuges versenkt (Totalverlust) |
| U 543  | IX C 40 | 21. Apr. 1943    | 2. Juli 1944        | † | Südwestlich von Teneriffa, durch Wasserbomben und Torpedo eines Flugzeuges der Wake Island versenkt (Totalverlust) |
| U 544  | IX C 40 | 5. Mai 1943      | 16. Jan. 1944       | † | Nordwestlich der Azoren, durch Wasserbomben und Raketen eines Flugzeuges der Guadalcanal versenkt (Totalverlust) |
| U 545  | IX C 40 | 19. Mai 1942     | 10. Feb. 1944       | † | Westlich der Hebriden, durch Wasserbomben eines britischen Flugzeuges versenkt (1 Toter, 56 Überlebende) |
| U 546  | IX C 40 | 6. Aug. 1943     | 24. Apr. 1945       | † | Nordwestlich der Azoren, durch Wasserbomben von USS Flaherty, USS Neunzer, USS Chatelain, USS Varian, USS Hubbard, USS Janssen, USS Pillsbury und USS Keith versenkt (26 Tote, 33 Überlebende) |
| U 547  | IX C 40 | 16. Juni 1943    | 31. Dez. 1944       | A | Am 13. August 1944 in der Gironde nähe Pauillac, auf Mine gelaufen und beschädigt worden. Am 31. Dezember 1944 in Stettin außer Dienst gestellt oder abgebrochen |
| U 548  | IX C 40 | 30. Juni 1943    | 19. Apr. 1945       | † | Südöstlich von Halifax, durch Wasserbomben der US-Geleitzerstörer USS Reuben James und USS Buckley versenkt (Totalverlust) |
| U 549  | IX C 40 | 14. Juli 1943    | 29. Mai 1944        | † | Südwestlich von Madeira, durch Wasserbomben von USS Eugene E. Elmore und USS Ahrens versenkt (Totalverlust) |
| U 550  | IX C 40 | 28. Juli 1943    | 16. Apr. 1944       | † | Östlich von New York, durch Wasserbomben von USS Gandy, USS Joyce und USS Peterson versenkt (44 Tote, 12 Überlebende) |

## U 551–U 600
| Schiff | Klasse | Indienststellung | Außerdienststellung |   | Bemerkung |
| ------ | ------ | ---------------- | ------------------- | - | --- |
| U 551  | VII C  | 7. Nov. 1940     | 23. März 1941       | † | Südöstlich von Island, durch Wasserbomben von HMS Visenda versenkt (Totalverlust) |
| U 552  | VII C  | 7. Nov. 1940     | 2. Mai 1945         | × | In Wilhelmshaven selbst versenkt |
| U 553  | VII C  | 23. Dez. 1940    | 20. Jan. 1943       | ? | Sendete am 20. Januar 1943 „Sehrohr unklar“, wird seitdem im Nordatlantik vermisst |
| U 554  | VII C  | 15. Jan. 1941    | 2. Mai 1945         | × | Vor Wilhelmshaven selbst versenkt |
| U 555  | VII C  | 30. Jan. 1941    | 1. März 1945        | A | In Hamburg erbeutet, nach England gebracht und verschrottet |
| U 556  | VII C  | 6. Feb. 1941     | 27. Juni 1941       | † | Südwestlich von Island, durch Wasserbomben von Nasturtium beschädigt, anschl. von ebd. sowie Celandine und Gladiolus durch Geschützfeuer versenkt (5 Tote, 41 Überlebende). |
| U 557  | VII C  | 13. Feb. 1941    | 16. Dez. 1941       | † | Westlich von Kreta, vom italienischen Torpedoboot Orione gerammt (Totalverlust) |
| U 558  | VII C  | 20. Feb. 1941    | 20. Juli 1943       | † | Im Golf von Biskaya, westlich Kap Ortegal, 45.10 N,09,42 W, durch Wasserbomben eines amerikanischen Flugzeuges versenkt (45 Tote, 5 Überlebende) |
| U 559  | VII C  | 27. Feb. 1941    | 30. Okt. 1942       | † | Im Mittelmeer, nördlich Port Said, durch Wasserbomben von Pakenham, Petard, Hero und Hurwoth, unterstützt durch Flugzeug, versenkt (7 Tote, 38 Überlebende) |
| U 560  | VII C  | 6. März 1941     | 3. Mai 1945         | × | In Kiel selbst versenkt |
| U 561  | VII C  | 13. März 1941    | 12. Juli 1943       | † | In der Straße von Messina, durch Torpedo eines britischen Flugzeuges versenkt (42 Tote, 5 Überlebende) |
| U 562  | VII C  | 20. März 1941    | 19. Feb. 1943       | † | Vor Bengasi, durch Wasserbomben von Isis und Hursley mit Unterstützung eines Flugzeuges versenkt (Totalverlust) |
| U 563  | VII C  | 27. März 1941    | 31. Mai 1943        | † | Im Golf von Biskaya westlich von Brest, durch Wasserbomben dreier Flugzeuge versenkt (Totalverlust) |
| U 564  | VII C  | 3. Apr. 1941     | 14. Juni 1943       | † | Im Golf von Biskaya, westlich Kap Ortegal, durch Wasserbomben eines britischen Flugzeuges versenkt (28 Tote, 18 Überlebende) |
| U 565  | VII C  | 10. Apr. 1941    | 30. Sep. 1944       | × | Am 24. September 1944 im Mittelmeer nahe Skaramanga durch US-Bomber schwer beschädigt (5 Tote). Am 30. September durch 3 Wasserbomben bei Salamis (37° 57′ N, 23° 34′ O) selbst versenkt |
| U 566  | VII C  | 17. Apr. 1941    | 24. Okt. 1943       | † | Westlich von Porto de Leixões, durch Wasserbomben eines britischen Flugzeuges versenkt (keine Toten) |
| U 567  | VII C  | 24. Apr. 1941    | 21. Dez. 1941       | † | Nordwestlich der Azoren, durch Wasserbomben von HMS Deptford und HMS Semphire versenkt, Totalverlust |
| U 568  | VII C  | 1. Mai 1941      | 29. Mai 1942        | † | Im Mittelmeer nordöstlich von Tobruk, durch Wasserbomben von Hero, Eridge und Hurworth versenkt, keine Toten |
| U 569  | VII C  | 8. Mai 1941      | 22. Mai 1943        | † | Im Nordatlantik, durch Wasserbomben zweier Flugzeuge der Bogue schwer beschädigt, durch Selbstversenkung dem Feindzugriff entzogen (21 Tote, 25 Überlebende) |
| U 570  | VII C  | 15. Mai 1941     | 27. Aug. 1941       | § | Hat sich südlich von Island bei 62° 15′ N, 18° 35′ W nach Luftangriff eines Flugzeuges des britischen Coastal Command (Schwadron 269/S) ergeben (44 Überlebende). Wurde von der Royal Navy als HMS Graph von 19. September 1941 bis Februar 1944 geführt, 1944 auf Grund gelaufen und 1961 verschrottet            |
| U 571  | VII C  | 22. Mai 1941     | 28. Jan. 1944       | † | Westlich von Irland, durch Wasserbomben eines australischen Flugzeuges versenkt (Totalverlust) |
| U 572  | VII C  | 29. Mai 1941     | 3. Aug. 1943        | † | nordöstlich von Trinidad, durch Wasserbomben eines amerikanischen Flugzeuges versenkt (Totalverlust) |
| U 573  | VII C  | 5. Juni 1941     | 2. Aug. 1942        | A | Wurde am 29. April 1942 nordwestlich von Algier von einer Bombe eines Flugzeuges getroffen, am 2. Mai 1942 in Cartagena festgemacht, am 2. August an Spanien „verkauft“, dort als G 7 in Betrieb genommen, 1971 außer Dienst gestellt                                                                              |
| U 574  | VII C  | 12. Juni 1941    | 19. Dez. 1941       | † | Im Nordatlantik nahe Punta Delgada, durch Rammen und Wasserbomben von HMS Stork versenkt (28 Tote, 16 Überlebende) |
| U 575  | VII C  | 19. Juni 1941    | 13. März 1944       | † | Nördlich der Azoren, durch Wasserbomben von Prince Rupert, Hobson, Haverfield und Flugzeug der Bogue versenkt (18 Tote, 37 Überlebende) |
| U 576  | VII C  | 26. Juni 1941    | 15. Juli 1942       | † | Vor der amerikanischen Küste nahe Kap Hatteras, durch Wasserbomben zweier amerikanischen Flugzeugen sowie durch Rammen des Handelsschiff Unicoi versenkt (Totalverlust) |
| U 577  | VII C  | 3. Juli 1941     | 15. Jan. 1942       | † | Im Mittelmeer, nordwestlich von Mersa Matruh, durch Wasserbomben eines britischen Flugzeuges versenkt (Totalverlust) |
| U 578  | VII C  | 10. Juli 1941    | 6. Aug. 1942        | ? | Im Golf von Biskaya vermisst. |
| U 579  | VII C  | 17. Juli 1941    | 5. Mai 1945         | † | Im Kattegat östlich Aarhus, durch Wasserbomben eines britischen Flugzeuges versenkt (24 Tote) |
| U 580  | VII C  | 24. Juli 1941    | 11. Nov. 1941       | × | In der Ostsee, nach Zusammenstoß mit dem Zielschiff Angelburg gesunken (12 Tote, 32 Überlebende) |
| U 581  | VII C  | 31. Juli 1941    | 2. Feb. 1942        | † | Im Mittelatlantik, südwestlich der Azoren, etwa bei 39° 0′ N, 30° 0′ W durch britischen Zerstörer HMS Westcott versenkt (4 Tote, 41 Überlebende); das in zwei Teile zerbrochene Wrack wurde im September 2016 von Tiefseefilmern in 870 Meter Tiefe entdeckt                                                       |
| U 582  | VII C  | 7. Aug. 1941     | 5. Okt. 1942        | † | Südwestlich Island, bei etwa 58° 52′ N, 21° 42′ W durch Wasserbomben eines US-amerikanischen Consolidated-PBY-Catalina-Flugbootes des Schwadrons VP-73/I versenkt (46 Tote) |
| U 583  | VII C  | 14. Aug. 1941    | 15. Nov. 1941       | × | In der Ostsee, nahe Danzig, bei 55° 23′ N, 17° 5′ O nach einer Kollision mit U 153 gesunken (45 Tote) |
| U 584  | VII C  | 21. Aug. 1941    | 31. Okt. 1943       | † | Im Nordatlantik bei 49° 14′ N, 31° 55′ W durch einen Torpedo von drei Flugzeugen des Typs Grumman TBF Avenger der Staffel VC-9 des US-amerikanischen Flugzeugträgers USS Card versenkt (53 Tote) |
| U 585  | VII C  | 28. Aug. 1941    | 30. März 1942       | × | In der Barentssee, nördlich Murmansk (Russland), bei 70° 0′ N, 34° 0′ O auf eine Mine gelaufen, welche aus dem „Bantos-A“-Minenfeld abgedriftet war (44 Tote) |
| U 586  | VII C  | 4. Sep. 1941     | 5. Juli 1944        | † | Nahe Toulon bei 43° 7′ N, 5° 55′ O durch den Angriff eines Flugzeugs vom Typ B-24 Liberator der USAAF-Schwadron 233 versenkt |
| U 587  | VII C  | 11. Sep. 1941    | 27. März 1942       | † | Im Nordatlantik bei 47° 21′ N, 21° 39′ W durch Wasserbomben des britischen Geleitzerstörers HMS Grove und der britischen Zerstörer HMS Volunteer und HMS Leamington versenkt (42 Tote) |
| U 588  | VII C  | 18. Sep. 1941    | 31. Juli 1942       | † | Im Nordatlantik bei 49° 59′ N, 36° 36′ W durch Wasserbomben der kanadischen Korvette HMCS Wetaskiwin und des kanadischen Zerstörers HMCS Skeena versenkt (46 Tote) |
| U 589  | VII C  | 25. Sep. 1941    | 14. Sep. 1942       | † | Im Nordmeer, südwestlich Spitzbergen (Norwegen), bei 75° 40′ N, 20° 32′ O durch Wasserbomben des britischen Zerstörers Onslow und eines Fairey-Swordfish-Flugzeuges (Schwadron 825) des britischen Geleitflugzeugträgers Avenger versenkt (44 Tote)                                                                |
| U 590  | VII C  | 2. Okt. 1941     | 9. Juli 1943        | † | Im Mittelatlantik, nahe dem Amazonas Ästuars (Brasilien), bei 3° 22′ N, 48° 38′ W durch Wasserbomben eines US-amerikanischen Consolidated-PBY-Catalina-Flugbootes des Schwadrons VP-94/P-1 versenkt (45 Tote) |
| U 591  | VII C  | 9. Okt. 1941     | 30. Juli 1943       | † | Im Südatlantik, nahe Pernambuco (Brasilien), bei 8° 36′ S, 34° 34′ W durch Wasserbomben eines US-amerikanischen Lockheed PV-1 Ventura-Flugzeuges des Schwadrons VB-127/B-10 versenkt (19 Tote, 28 Überlebende) |
| U 592  | VII C  | 16. Okt. 1941    | 31. Jan. 1944       | † | Im Nordatlantik, südwestlich Irland, bei 50° 20′ N, 17° 29′ W durch Wasserbomben der britischen Sloops Starling, Wild Goose und Magpie versenkt (49 Tote) |
| U 593  | VII C  | 23. Okt. 1941    | 13. Dez. 1943       | † | Im westlichen Mittelmeer, nördlich Constantine (Algerien), bei 37° 38′ N, 5° 58′ O durch Wasserbomben des US-amerikanischen Zerstörers USS Wainwright und des britischen Geleitzerstörers HMS Calpe beschädigt und zum Auftauchen gezwungen, dann durch die Besatzung selbstversenkt (keine Toten, 51 Überlebende) |
| U 594  | VII C  | 30. Okt. 1941    | 4. Juni 1943        | † | Westlich Gibraltar bei 35° 55′ N, 9° 25′ W durch Raketen eines britischen Lockheed-Hudson-Flugzeuges der Schwadron 48 versenkt (50 Tote) |
| U 595  | VII C  | 6. Nov. 1941     | 14. Nov. 1942       | † | Im Mittelmeer, nordöstlich Oran (Algerien), bei 36° 38′ N, 0° 30′ O durch Wasserbomben zweier britischer Lockheed-Hudson-Flugzeuge der Schwadron 608 versenkt (keine Toten, 45 Überlebende) |
| U 596  | VII C  | 13. Nov. 1941    | 24. Sep. 1944       | × | Im Mittelmeer, nahe Salamis, bei 37° 59′ N, 23° 34′ O selbst versenkt, nachdem es durch US-amerikanische Bomben beschädigt wurde (1 Toter) |
| U 597  | VII C  | 20. Nov. 1941    | 12. Okt. 1942       | † | Im Nordatlantik, südwestlich Island, bei 56° 50′ N, 28° 5′ W durch Wasserbomben eines britischen B-24 Liberator-Flugzeuges der Schwadron 120/H versenkt (49 Tote) |
| U 598  | VII C  | 27. Nov. 1941    | 23. Juli 1943       | † | Im Südatlantik, nahe Natal (Brasilien), bei 4° 5′ S, 33° 23′ W durch Wasserbomben zweier US-amerikanischer B-24 Liberator-Flugzeuge versenkt (43 Tote, 2 Überlebende) |
| U 599  | VII C  | 4. Dez. 1941     | 24. Okt. 1942       | † | Nordöstlich der Azoren bei 46° 7′ N, 17° 40′ W durch Wasserbomben eines britischen B-24 Liberator-Flugzeuges der Schwadron 224/G versenkt (44 Tote) |
| U 600  | VII C  | 11. Dez. 1941    | 25. Nov. 1943       | † | Im Nordatlantik, nördlich Ponta Delgada (Azoren), bei 40° 31′ N, 22° 7′ W durch Wasserbomben der britischen Fregatten Bazely und Blackwood versenkt (54 Tote) |

## U 601–U 650
| Schiff | Klasse       | Indienststellung | Außerdienststellung |   | Bemerkung |
| ------ | ------------ | ---------------- | ------------------- | - | --- |
| U 601  | VII C        | 18. Dez. 1941    | 25. Feb. 1944       | † | Im Atlantik nordwestlich von Narvik bei 70° 26′ N, 12° 40′ O durch Wasserbomben eines britischen Flugbootes vom Typ PBY Catalina der Schwadron 210/M versenkt. (51 Tote, Totalverlust) |
| U 602  | VII C        | 29. Dez. 1941    | Apr. 1943           | ? | vermisst im westlichen Mittelmeer nördlich Oran. (48 Tote, Totalverlust) |
| U 603  | VII C        | 2. Jan. 1942     | 1. März 1944        | † | im Nordatlantik bei 48° 55′ N, 26° 10′ W durch USS Bronstein mit Wasserbomben versenkt. (51 Tote, Totalverlust) |
| U 604  | VII C        | 8. Jan. 1942     | 11. Aug. 1943       | × | Im Südatlantik bei 4° 30′ S, 21° 20′ W nach schweren Beschädigungen durch Wasserbomben von zwei amerikanischen Flugzeugen, einer PV-1 Ventura und einer B-24 Liberator selbst versenkt (14 Tote, 31 Überlebende) |
| U 605  | VII C        | 15. Jan. 1942    | 14. Nov. 1942       | † | Im Mittelmeer nahe Algier bei 36° 20′ N, 1° 1′ W durch ein britisches Flugzeug vom Typ Lockheed Hudson mit Wasserbomben versenkt (46 Tote, Totalverlust) |
| U 606  | VII C        | 22. Jan. 1942    | 22. Feb. 1943       | † | Im Nordatlantik bei 47° 44′ N, 33° 43′ W durch die USS Campbell der US Coast Guard und den polnischen Zerstörer Burza mit Wasserbomben versenkt (36 Tote, 11 Überlebende) |
| U 607  | VII C        | 29. Jan. 1942    | 13. Juli 1943       | † | In der Biskaya nordwestlich Kap Ortegal bei 45° 2′ N, 9° 14′ W durch Wasserbomben eines britischen Sunderland-Flugbootes der Schwadron 228/N versenkt (45 Tote, 7 Überlebende) |
| U 608  | VII C        | 5. Feb. 1942     | 10. Aug. 1944       | † | In der Biskaya nahe La Rochelle bei 46° 30′ N, 3° 8′ W durch Wasserbomben der britischen Sloop HMS Wren und Wasserbomben eines britischen B-24-Liberator-Flugzeuges der Schwadron 53/C versenkt (52 Überlebende; keine Opfer) |
| U 609  | VII C        | 12. Feb. 1942    | 7. Feb. 1943        | † | Im Nordatlantik bei 55° 17′ N, 26° 38′ W durch Wasserbomben der freifranzösischen Korvette Lobelia versenkt (47 Tote, Totalverlust) |
| U 610  | VII C        | 19. Feb. 1942    | 8. Okt. 1943        | † | Im Nordatlantik bei 55° 45′ N, 23° 33′ W durch ein kanadisches Sunderland-Flugboot mit Wasserbomben versenkt (51 Tote, Totalverlust) |
| U 611  | VII C        | 26. Feb. 1942    | 8. Dez. 1942        | † | Südöstlich Kap Farvel bei 57° 25′ N, 35° 19′ W durch britische B-24 Liberator durch Wasserbomben versenkt (45 Tote, Totalverlust) |
| U 612  | VII C        | 5. März 1942     | 2. Mai 1945         | × | Am 6. August 1942 nach Kollision mit U 444 in der Ostsee nahe Gotenhafen gesunken (2 Tote, 43 Überlebende). Im August 1942 gehoben und am 31. Mai 1943 als Ausbildungsboot reaktiviert. Am 2. Mai 1945 nahe Warnemünde bei 54° 11′ N, 12° 5′ W in der Ostsee selbstversenkt. 1946 gehoben und verschrottet |
| U 613  | VII C        | 12. März 1942    | 23. Juli 1943       | † | Im Mittelatlantik bei 35° 32′ N, 28° 36′ W durch den US-Zerstörer USS George E. Badger mit Wasserbomben versenkt (48 Tote, Totalverlust) |
| U 614  | VII C        | 19. März 1942    | 29. Juli 1943       | † | Nordwestlich von Kap Finisterre bei 46° 42′ N, 11° 3′ W durch Wasserbomben eines britischen Wellington-Bombers der Schwadron 172/G versenkt (49 Tote, Totalverlust) |
| U 615  | VII C        | 26. März 1942    | 7. Aug. 1943        | † | In der Karibik südöstlich Curaquo bei 12° 38′ N, 64° 15′ W durch US-Flugzeuge der Typen PBM Mariner und PV-1 Ventura mit Wasserbomben versenkt (4 Tote, 43 Überlebende) |
| U 616  | VII C        | 2. Apr. 1942     | 17. Mai 1944        | × | Im westlichen Mittelmeer östlich Cartagena bei 36° 46′ N, 0° 52′ O nach dreitägiger Verfolgung mit Wasserbomben der US-Zerstörer USS Nields, USS Gleaves, USS Ellyson, USS Macomb, USS Hambleton, USS Rodman, USS Emmons und eines britischen Wellington-Bombers der Schwadron 36/K selbst versenkt (53 Überlebende, keine Toten). |
| U 617  | VII C        | 9. Apr. 1942     | 12. Sep. 1943       | † | Bei sieben Feindfahrten unter Kommandant Albrecht Brandi neun Schiffe, einen Kreuzer und einen Zerstörer mit insgesamt 30.389 BRT versenkt. Am 8. Nov. 1942 erfolgreicher Gibraltar-Durchbruch. Im westlichen Mittelmeer nahe Melilla bei 35° 38′ N, 3° 27′ W durch britische Flugzeuge vom Typ Hudson und Swordfish schwer beschädigt, daraufhin von eigener Besatzung am Strand auf Grund gesetzt, verlassen und gesprengt. Anschließend von der britischen Korvette HMS Hyacinth und dem australischen Minenräumer HMS Wollongong durch Artillerie zerstört (49 Überlebende, keine Toten).           |
| U 618  | VII C        | 16. Apr. 1942    | 14. Aug. 1944       | † | In der Biskaya westlich St. Nazaire bei 47° 22′ N, 4° 39′ W durch Wasserbomben der britischen Fregatten HMS Duckworth und HMS Essington unterstützt durch einen britischen Liberator-Bomber der Schwadron 53/G versenkt (61 Tote, Totalverlust) |
| U 619  | VII C        | 23. Apr. 1942    | 5. Okt. 1942        | † | Südwestlich Island bei 58° 41′ N, 22° 58′ W durch vier Wasserbomben einer britischen Lockheed Hudson der Schwadron 269/N versenkt (44 Tote, Totalverlust) |
| U 620  | VII C        | 30. Apr. 1942    | 13. Feb. 1943       | † | Nordwestlich Lissabon bei 39° 18′ N, 11° 17′ W durch Wasserbomben eines britischen Flugbootes vom Typ PBY Catalina der Schwadron 202/J versenkt. (47 Tote, Totalverlust) |
| U 621  | VII C U-FLAK | 7. Mai 1942      | 18. Aug. 1944       | † | In der Biskaya nahe La Rochelle bei 45° 52′ N, 2° 36′ W durch die kanadischen Zerstörer Ottawa, Kootenay und Chaudiere mit Wasserbomben versenkt. (56 Tote, Totalverlust) |
| U 622  | VII C        | 14. Mai 1942     | 24. Juli 1943       | † | Vor Trondheim bei 62° 27′ N, 10° 23′ O durch amerikanischen Luftangriff der 8. US-Luftflotte versenkt mit Überlebenden. |
| U 623  | VII C        | 21. Mai 1942     | 21. Feb. 1943       | † | Im Nordatlantik bei 48° 58′ N, 29° 15′ W durch britisches Flugzeug vom Typ B-24 Liberator mit 6 Wasserbomben versenkt. (46 Tote, Totalverlust) |
| U 624  | VII C        | 28. Mai 1942     | 7. Feb. 1943        | † | Im Nordatlantik bei 55° 42′ N, 26° 17′ W durch eine britische B-17 Flying Fortress der Schwadron 220/J mit Wasserbomben versenkt. (45 Tote, Totalverlust) |
| U 625  | VII C        | 4. Juni 1942     | 10. März 1944       | † | Im Nordatlantik, nordwestlich von Irland, bei 50° 35′ N, 20° 19′ W durch Wasserbomben eines kanadischen Short S. 25 Sunderland-Flugbootes der RCAF-Schwadron 422/U versenkt. (53 Tote, Totalverlust) |
| U 626  | VII C        | 11. Juni 1942    | 15. Dez. 1942       | † | Im Nordatlantik durch Wasserbomben des US-Coast-Guard-Kutters Ingham bei 56° 46′ N, 27° 12′ W versenkt. (47 Tote, Totalverlust) |
| U 627  | VII C        | 18. Juni 1942    | 27. Okt. 1942       | † | Südlich Island bei 59° 14′ N, 22° 49′ W durch ein britisches Flugzeug vom Typ B-17 Flying Fortress der Schwadron 206/F mit Wasserbomben versenkt. (44 Tote, Totalverlust) |
| U 628  | VII C        | 25. Juni 1942    | 3. Juli 1943        | † | Nordwestlich Kap Ortegal (Spanien) bei 44° 11′ N, 8° 45′ W durch ein britisches Flugzeug vom Typ B-24 Liberator der Schwadron 224/J mit Wasserbomben versenkt. (49 Tote, Totalverlust) |
| U 629  | VII C        | 2. Juli 1942     | 7. Juni 1944        | † | Im Ärmelkanal westlich Brest bei 48° 34′ N, 5° 23′ W durch ein britisches Flugzeug vom Typ B-24 Liberator der Schwadron 53/L mit Wasserbomben versenkt. (51 Tote, Totalverlust) |
| U 630  | VII C        | 9. Juli 1942     | 6. Mai 1943         | † | Nordöstlich Neufundland bei 52° 31′ N, 44° 50′ W durch den britischen Zerstörer HMS Vidette mit Wasserbomben versenkt. (47 Tote, Totalverlust) |
| U 631  | VII C        | 16. Juli 1942    | 17. Okt. 1943       | † | Südöstlich von Kap Farvel bei 58° 13′ N, 32° 29′ W durch die britische Korvette HMS Sunflower mit Wasserbomben versenkt. (54 Tote, Totalverlust) |
| U 632  | VII C        | 23. Juli 1942    | 6. Apr. 1943        | † | Südwestlich Island bei 58° 2′ N, 28° 42′ W durch ein britisches Flugzeug vom Typ B-24 Liberator mit Wasserbomben versenkt. (48 Tote, Totalverlust) |
| U 633  | VII C        | 30. Juli 1942    | 10. März 1943       | † | Im Nordatlantik bei 58° 51′ N, 19° 55′ W durch das britische Handelsschiff SS Scorton gerammt. (43 Tote, Totalverlust) |
| U 634  | VII C        | 6. Aug. 1942     | 30. Aug. 1943       | † | Im Nordatlantik, östlich der Azoren, bei 40° 13′ N, 19° 24′ W durch die britische Sloop HMS Stork und die britische Korvette HMS Stonecrop mit Wasserbomben versenkt. (47 Tote, Totalverlust) |
| U 635  | VII C        | 13. Aug. 1942    | 5. Apr. 1943        | † | Im Nordatlantik südwestlich Island bei 58° 20′ N, 31° 52′ W durch Wasserbomben eines britischen Flugzeugs vom Typ B-24 Liberator der Schwadron 120/N versenkt. (47 Tote, Totalverlust) |
| U 636  | VII C        | 20. Aug. 1942    | 21. Apr. 1945       | † | Im Nordatlantik westlich Irland bei 55° 50′ N, 10° 31′ W durch Wasserbomben der britischen Fregatten HMS Bazely, HMS Drury und HMS Bentinck versenkt. (42 Tote, Totalverlust) |
| U 637  | VII C        | 27. Aug. 1942    | 8. Mai 1945         | § | In Stavanger an die Royal Navy übergeben, nach Loch Ryan in Schottland überführt, am 21. Dezember 1945 im Rahmen der Operation Deadlight bei 55° 35′ N, 7° 46′ W versenkt. |
| U 638  | VII C        | 3. Sep. 1942     | 5. Mai 1943         | † | Im Nordatlantik nordöstlich Neufundland bei 54° 12′ N, 44° 5′ W durch britische Korvette HMS Sunflower mit Wasserbomben versenkt. (44 Tote, Totalverlust) |
| U 639  | VII C        | 10. Sep. 1942    | 28. Aug. 1943       | † | In der Karasee nördlich der Obmündung bei 76° 40′ N, 69° 40′ O durch sowjetisches U-Boot S-101 mit Torpedos versenkt. (47 Tote, Totalverlust) |
| U 640  | VII C        | 17. Sep. 1942    | 14. Mai 1943        | † | Im Nordatlantik östlich Kap Farvel bei 60° 32′ N, 31° 5′ W durch Wasserbomben eines US-amerikanischen Catalina-Flugbootes der Schwadron VP-84/K versenkt. (49 Tote, Totalverlust) |
| U 641  | VII C        | 24. Sep. 1942    | 19. Jan. 1944       | † | Im Nordatlantik südwestlich Irland bei 50° 25′ N, 18° 49′ W durch Wasserbomben der britischen Korvette HMS Violet versenkt. (50 Tote, Totalverlust) |
| U 642  | VII C        | 1. Okt. 1942     | 5. Juli 1944        | † | Vor Toulon bei 43° 7′ N, 5° 55′ O durch US-Flugzeuge versenkt mit Überlebenden. |
| U 643  | VII C        | 8. Okt. 1942     | 8. Okt. 1943        | † | Im Nordatlantik bei 56° 14′ N, 26° 55′ W durch zwei britische Flugzeuge vom Typ B-24 Liberator der Schwadronen 86/Z und 120/T mit Wasserbomben versenkt. (30 Tote, 18 Überlebende) |
| U 644  | VII C        | 15. Okt. 1942    | 7. Apr. 1943        | † | In der Nordsee westlich Narvik bei 69° 38′ N, 5° 40′ W durch Torpedos des britischen U-Bootes Tuna versenkt. (45 Tote, Totalverlust) |
| U 645  | VII C        | 22. Okt. 1942    | 24. Dez. 1943       | † | Im Nordatlantik nordöstlich der Azoren bei 45° 20′ N, 21° 40′ W durch US-Zerstörer USS Schenck mit Wasserbomben versenkt. (55 Tote, Totalverlust) |
| U 646  | VII C        | 29. Okt. 1942    | 17. Mai 1943        | † | Südöstlich Island bei 62° 10′ N, 14° 37′ W durch ein britisches Flugzeug vom Typ Lockheed Hudson der Schwadron 269/J mit Wasserbomben versenkt. (46 Tote, Totalverlust) |
| U 647  | VII C        | 5. Nov. 1942     | 28. Juli 1943       | ? | Lief am 22. Juli 1943 in Kiel aus, wird seit dem 28. Juli 1943 nördlich der Shetlandinseln vermisst. (48 Tote, Totalverlust) |
| U 648  | VII C        | 12. Nov. 1942    | 23. Nov. 1943       | ? | Die vorherige Meldung, dass die britischen Fregatten Bazely, Blackwood und Drury U 648 mit Wasserbomben versenkt hätten (50 Tote, Totalverlust), gilt mittlerweile als widerlegt. Näheres findet sich hierzu auch auf der Seite der Blackwood. U 648 meldete sich zuletzt am 22. November 1943 von den ungefähren Koordinaten 45° 9′ N, 19° 45′ W. Vermisst gemeldet wurde es dann offiziell am 2. Dezember 1943, nachdem es weder eine weitere Position durchgab noch am vereinbarten Rendezvous bei St. Nazaire angetroffen wurde. Bis heute konnte keine offizielle Verlustursache bestätigt werden. |
| U 649  | VII C        | 19. Nov. 1942    | 24. Feb. 1943       | × | In der Ostsee bei 55° 15′ N, 17° 15′ O nach Kollision mit U 232 gesunken (35 Tote, 11 Überlebende) |
| U 650  | VII C        | 26. Nov. 1942    | 9. Dez. 1944        | ? | im westlichen Ärmelkanal bei 49° 30′ 36″ N, 5° 17′ 24″ W gesunken (47 Tote, Totalverlust) |

## U 651–U 700
| Schiff        | Klasse   | Indienststellung | Außerdienststellung |   | Bemerkung |
| ------------- | -------- | ---------------- | ------------------- | - | --- |
| U 651         | VII C    | 12. Feb. 1941    | 29. Juni 1941       | † | Im Nordatlantik, südlich von Island, bei 59° 52′ N, 18° 36′ W durch Wasserbomben der britischen Zerstörer HMS Malcolm und HMS Scimitar, der britischen Korvetten HMS Arabis und HMS Violet und des britischen Minenräumers HMS Speedwell versenkt (keine Toten) |
| U 652         | VII C    | 3. Apr. 1941     | 2. Juni 1942        | † | Im Mittelmeer durch Wasserbomben eines britischen Fairey-Swordfish-Flugzeuges schwer beschädigt und danach bei 31° 55′ N, 25° 11′ O aufgegeben und durch Torpedos von U 81 versenkt (keine Toten)                                                               |
| U 653         | VII C    | 25. Mai 1941     | 15. März 1944       | † | Im Nordatlantik bei 53° 46′ N, 24° 35′ W durch ein britisches Swordfish-Flugzeug des Geleitträgers Vindex und die britischen Sloops Starling und Wild Goose mit Wasserbomben versenkt. (51 Tote, Totalverlust)                                                  |
| U 654         | VII C    | 5. Juli 1941     | 22. Aug. 1942       | † | In der Karibik, nördlich von Colón, bei 12° 0′ N, 79° 56′ W durch Wasserbomben eines US-amerikanischen B-18-Bolo-Flugzeuges versenkt (44 Tote, Totalverlust) |
| U 655         | VII C    | 11. Aug. 1941    | 24. März 1942       | † | In der Barentssee nördlich Hammerfest wahrscheinlich bei 73° 0′ N, 21° 0′ O vom britischen Minensuchboot HMS Sharpshooter gerammt. (45 Tote, Totalverlust) |
| U 656         | VII C    | 17. Sep. 1941    | 1. März 1942        | † | Im Nordatlantik südlich Kap Race bei 46° 15′ N, 53° 15′ W durch Wasserbomben einer US-amerikanischen Hudson PBO-1 der Schwadron VP 82 versenkt. (45 Tote, Totalverlust)                                                                                         |
| U 657         | VII C    | 8. Okt. 1941     | 17. Mai 1943        | † | Im Nordatlantik östlich Kap Farvel bei 58° 54′ N, 42° 33′ W durch Wasserbomben der britischen Fregatte HMS Swale versenkt. (47 Tote, Totalverlust) |
| U 658         | VII C    | 5. Nov. 1941     | 30. Okt. 1942       | † | Im Nordatlantik östlich Neufundland bei 50° 32′ N, 46° 32′ W durch kanadisches Flugzeug vom Typ Lockheed Hudson der Schwadron RCAF 145/Y mit Wasserbomben vernichtet. (48 Tote, Totalverlust)                                                                   |
| U 659         | VII C    | 9. Dez. 1941     | 4. Mai 1943         | × | Kollision mit U 439 im Nordatlantik westlich Kap Finisterre bei 43° 32′ N, 13° 20′ W. (44 Tote, 3 Überlebende) |
| U 660         | VII C    | 8. Jan. 1942     | 12. Nov. 1942       | × | Im Mittelmeer vor Oran bei 36° 7′ N, 1° 0′ W nach schweren Beschädigungen durch Wasserbombenangriffe der britischen Korvetten HMS Lotus und HMS Starwort aufgegeben. (2 Tote, 45 Überlebende)                                                                   |
| U 661         | VII C    | 12. Feb. 1942    | 15. Okt. 1942       | † | Im Nordatlantik bei 53° 42′ N, 35° 56′ W vom britischen Zerstörer HMS Viscount gerammt. (44 Tote, Totalverlust) |
| U 662         | VII C    | 9. Apr. 1942     | 21. Juli 1943       | † | Im Zentralatlantik im Amazonas Ästuar bei 3° 56′ N, 48° 46′ W durch Wasserbomben eines US-amerikanischen Flugbootes vom Typ Catalina der Schwadron VP-94 versenkt (44 Tote, 3 Überlebende)                                                                      |
| U 663         | VII C    | 14. Mai 1942     | 8. Mai 1943         | † | In der Biskaya westlich Brest bei 46° 50′ N, 10° 0′ W nach Wasserbombenangriffen am 7. Mai eines australischen Sunderland-Flugbootes der Schwadron RAAF 10/W gesunken. (49 Tote, Totalverlust)                                                                  |
| U 664         | VII C    | 17. Juni 1942    | 9. Aug. 1943        | † | Im Nordatlantik bei 40° 12′ N, 37° 29′ W durch Wasserbomben zweier US-amerikanischer Grumman TBF Avenger des Schwadrons VC-1 vom US-amerikanischen Flugzeugträger Card versenkt (7 Tote, 44 Überlebende)                                                        |
| U 665         | VII C    | 22. Juli 1942    | 22. März 1943       | † | Im Nordatlantik, westlich von Irland, bei 48° 4′ N, 10° 26′ W durch Wasserbomben eines britischen Armstrong-Whitworth-Whitley-Flugzeuges des Schwadrons 10 OTU/Q versenkt. (46 Tote, Totalverlust)                                                              |
| U 666         | VII C    | 26. Aug. 1942    | 10. Feb. 1944       | ? | Seit dem 10. Februar 1944 im Nordatlantik für vermisst erklärt. Es gibt keine Erklärung für das Verschwinden (51 Tote, Totalverlust) |
| U 667         | VII C    | 21. Okt. 1942    | 25. Aug. 1944       | † | In der Biskaya, nahe La Rochelle, bei 46° 0′ N, 1° 30′ W durch eine Seemine im Minenfeld Ciannamon versenkt (45 Tote, Totalverlust) |
| U 668         | VII C    | 16. Nov. 1942    | 8. Mai 1945         | § | In Bergen an die Royal Navy übergeben. Im Rahmen der Operation Deadlight am 1. Januar 1946 bei 56° 3′ N, 9° 24′ W versenkt |
| U 669         | VII C    | 16. Dez. 1942    | 8. Sep. 1943        | ? | Am 8. September 1943 in der Biskaya für vermisst erklärt, evtl. auf eine Seemine gelaufen. (52 Tote, Totalverlust) |
| U 670         | VII C    | 26. Jan. 1943    | 20. Aug. 1943       | × | Nach Kollision mit dem Zielschiff Bolkoburg in der Danziger Bucht gesunken. (21 Tote, 22 Überlebende) |
| U 671         | VII C    | 3. März 1943     | 5. Aug. 1944        | † | Im Ärmelkanal, südlich Brighton, bei 50° 23′ N, 0° 6′ O durch Wasserbomben der britischen Fregatte HMS Stayner und des britischen Geleitzerstörers HMS Wensleydale versenkt (47 Tote, 5 Überlebende)                                                            |
| U 672         | VII C    | 6. Apr. 1943     | 18. Juli 1944       | † | Im Ärmelkanal nördlich Guernsey bei 50° 3′ N, 2° 30′ W durch Wasserbomben der britischen Fregatte HMS Balfour versenkt. (52 Überlebende; keine Opfer) |
| U 673         | VII C    | 8. Mai 1943      | 24. Okt. 1944       | × | In der Nordsee nahe Smaaskjär, bei 59° 20′ N, 5° 53′ O nach einer Kollision mit U 382 auf Grund gesetzt und voll Wasser gelaufen. Am 9. November gehoben und nach Stavanger überführt. Nach Kriegsende an Norwegen übergeben und dort verschrottet.             |
| U 674         | VII C    | 15. Jan. 1943    | 2. Mai 1944         | † | Im Arktischen Ozean nordwestlich Narvik, beim Angriff auf den Nordmeergeleitzug RA 59 (70° 32′ N, 4° 37′ O) durch britische Fairey Swordfish der Schwadron 842 des Geleitträgers HMS Fencer mit Raketen versenkt. (49 Tote, Totalverlust)                       |
| U 675         | VII C    | 14. Juli 1943    | 24. Mai 1944        | † | Westlich Ålesund (Norwegen) bei 62° 27′ N, 3° 4′ O durch Wasserbomben eines britischen Flugbootes vom Typ Short Sunderland der Schwadron 4/R versenkt. (51 Tote, Totalverlust)                                                                                  |
| U 676         | VII C    | 4. Aug. 1943     | 12. Feb. 1945       | † | Im Finnischen Meerbusen auf sowjetische Seemine gelaufen. (57 Tote, Totalverlust) |
| U 677         | VII C    | 20. Sep. 1943    | 5. Apr. 1945        | † | Bei Luftangriff auf die Werft Blohm & Voss in Hamburg im Dock zerstört. |
| U 678         | VII C    | 25. Okt. 1943    | 7. Juli 1944        | † | Im Ärmelkanal südwestlich Brighton bei 50° 32′ N, 0° 23′ W durch Wasserbomben der kanadischen Zerstörer Ottawa, Kootenay und der britischen Korvette Statice versenkt. (52 Tote, Totalverlust)                                                                  |
| U 679         | VII C    | 29. Nov. 1943    | 9. Jan. 1945        | † | In der Ostsee bei 59° 26′ N, 24° 7′ O durch sowjetischen U-Jäger MO 124 mit Wasserbomben versenkt. (51 Tote, Totalverlust) |
| U 680         | VII C    | 23. Dez. 1943    | 8. Mai 1945         | § | In Wilhelmshaven an die Royal Navy übergeben, nach Loch Ryan in Schottland überführt, am 28. Dezember 1945 bei 55° 24′ N, 6° 29′ W im Rahmen der Operation Deadlight durch Artillerie des britischen Zerstörers HMS Onslaught versenkt.                         |
| U 681         | VII C    | 3. Feb. 1944     | 10. März 1945       | † | Im Ärmelkanal westlich der Scilly-Inseln bei 49° 52′ N, 6° 38′ W durch US-amerikanisches Flugzeug vom Typ B-24 Liberator der Schwadron VPB-103 mit Wasserbomben versenkt. (11 Tote, 38 Überlebende)                                                             |
| U 682         | VII C    | 17. Apr. 1944    | 11. März 1945       | † | Bei Luftangriff auf die Werft Blohm & Voss in Hamburg im Dock zerstört. |
| U 683         | VII C    | 30. Mai 1944     | 20. Feb. 1945       | ? | seit 20. Februar 1945 im Ärmelkanal (andere Angabe südwestlich Irland) vermisst. (49 Tote, Totalverlust) |
| U 684         | VII C    |                  |                     |   | Am 25. August 1941 in Auftrag gegeben, Kiellegung 4. März 1943. Wurde im April 1944 zu Wasser gelassen. Bau am 23. September 1944 abgebrochen |
| U 685         | VII C    |                  |                     |   | Am 25. August 1941 in Auftrag gegeben, Kiellegung 8. März 1943. Wurde im April 1944 zu Wasser gelassen. Bau am 23. September 1944 abgebrochen |
| U 686         | VII C    |                  |                     |   | Am 25. August 1941 in Auftrag gegeben, Kiellegung 13. Mai 1943. Bau am 23. September 1944 abgebrochen |
| U 687         | VII C/41 |                  |                     |   | Am 2. April 1942 in Auftrag gegeben, Kiellegung 13. Mai 1943. Bau am 22. Juli 1944 abgebrochen |
| U 688         | VII C/41 |                  |                     |   | Am 2. April 1942 in Auftrag gegeben, Kiellegung 12. Juli 1943. Bau am 22. Juli 1944 abgebrochen |
| U 689         | VII C/41 |                  |                     |   | Am 2. April 1942 in Auftrag gegeben, Kiellegung 13. Juli 1943. Bau am 22. Juli 1944 abgebrochen |
| U 690 – U 692 | VII C/41 |                  |                     |   | Am 2. April 1942 in Auftrag gegeben. Bau noch vor Beginn am 30. September 1943 ausgesetzt und am 22. Juli 1944 abgebrochen |
| U 693 – U 698 | VII C/41 |                  |                     |   | Am 22. September 1942 in Auftrag gegeben. Bau noch vor Beginn am 30. September 1943 ausgesetzt und am 22. Juli 1944 abgebrochen |
| U 699 – U 700 | VII C/42 |                  |                     |   | Am 17. April 1942 in Auftrag gegeben. Bau noch vor Beginn am 6. November 1943 abgebrochen |

## U 701–U 750
| Schiff        | Klasse   | Indienststellung | Außerdienststellung |   | Bemerkung |
| ------------- | -------- | ---------------- | ------------------- | - | --- |
| U 701         | VII C    | 16. Juli 1941    | 7. Juli 1942        | † | 3 Feindfahrten; 5 Schiffe mit zusammen 25.390 BRT, 3 Hilfskriegsschiffe mit zusammen 1.429 BRT und ein Kriegsschiff mit 850 t versenkt. 4 Schiffe und ein Kriegsschiff beschädigt. Durch eine US-amerikanische Lockheed A-28 Hudson des US-Bombergeschwaders USAAF Bomb. Sqdn. 396 mit Wasserbomben vor Kap Hatteras bei 35° 50′ N, 74° 55′ W versenkt (39 Tote, 7 Überlebende)                            |
| U 702         | VII C    | 3. Sep. 1941     | 3. Apr. 1942        | ? | 1 Feindfahrt; keine „Erfolge“. Vermisst in der Nordsee, letzte bekannte Position 59° 56′ N, 2° 23′ O, vermutlich auf Treibmine gelaufen (44 Tote, Totalverlust). 1987 wurde bei Ölsucharbeiten ein Wrack gefunden, von dem vermutet wird, dass es U 702 ist |
| U 703         | VII C    | 9. Aug. 1940     | 16. Sep. 1944       | ? | 13 Feindfahrten; 5 Handelsschiffe mit zusammen 29.523 BRT, ein Hilfskriegsschiff mit 559 BRT und ein Kriegsschiff mit 1.870 t versenkt. Vermisst östlich von Island, Position nicht bekannt. Wahrscheinlich Kontakt mit einer Treibmine (54 Tote, Totalverlust) |
| U 704         | VII C    | 26. Aug. 1940    | 3. Mai 1945         | A | 5 Feindfahrten; 1 Schiff mit 6.942 BRT versenkt. In Vegesack selbstversenkt, 1947 verschrottet |
| U 705         | VII C    | 30. Dez. 1941    | 3. Sep. 1942        | † | 1 Feindfahrt; 1 Schiff mit 3.279 BRT versenkt. In der Biskaya westlich Brest bei 46° 42′ N, 11° 7′ W durch Wasserbomben einer britischen Armstrong Whitworth Whitley (Sqdn. 77/P) versenkt (45 Tote, Totalverlust) |
| U 706         | VII C    | 16. März 1942    | 3. Aug. 1943        | † | 5 Feindfahrten; 3 Schiffe mit insgesamt 18.650 BRT versenkt. In der Biskaya, nordwestlich von Kap Ortegal (Spanien), bei 46° 15′ N, 10° 25′ W durch Wasserbomben einer US-amerikanischen B-24 Liberator (A/S Sqdn. 4) und einer kanadischen Handley Page Hampden (RCAF 415/A) versenkt (42 Tote, 4 Überlebende)                                                                                            |
| U 707         | VII C    | 1. Juli 1942     | 9. Nov. 1943        | † | 3 Feindfahrten; 2 Schiffe mit insgesamt 11.811 BRT versenkt. Östlich der Azoren bei 40° 31′ N, 20° 17′ W von einer britischen B-17 Flying Fortress (Sqdn. 220/J) mit Wasserbomben angegriffen und versenkt (51 Tote, Totalverlust) |
| U 708         | VII C    | 24. Juli 1942    | 3. Mai 1945         | × | Keine Feindfahrten. In Wilhelmshaven selbst versenkt, 1947 abgewrackt |
| U 709         | VII C    | 12. Aug. 1942    | 1. März 1944        | † | 5 Feindfahrten; keine „Erfolge“. Nördlich der Azoren wahrscheinlich bei 49° 10′ N, 26° 0′ W durch Wasserbomben der US-Geleitzerstörer USS Thomas, USS Bostwick und USS Bronstein versenkt (52 Tote, Totalverlust) |
| U 710         | VII C    | 2. Sep. 1942     | 24. Apr. 1943       | † | 1 Feindfahrt; keine Erfolge. Südlich Island bei 61° 25′ N, 19° 48′ W durch Wasserbomben eines britischen Flugzeugs vom Typ B-17 Flying Fortress der Sqdn. 206/D versenkt (49 Tote, Totalverlust) |
| U 711         | VII C    | 26. Sep. 1942    | 4. Mai 1945         | † | 12 Feindfahrten; ein Schiff mit 7.167 BRT und ein Kriegsschiff mit 925 t versenkt; ein Schiff beschädigt. In der Kilbotnbucht bei Harstad bei 68° 43′ N, 16° 34′ O durch britische F4F Wildcat und TBF Avenger der Geleitträger HMS Searcher, HMS Trumpeter und HMS Queen mit Gleitbomben versenkt (40 Tote, 11 Überlebende)                                                                               |
| U 712         | VII C    | 5. Nov. 1942     | 8. Mai 1945         | § | Keine Feindfahrten. An Royal Navy übergeben, nach Loch Ryan überführt. Von den Briten für Tests genutzt und 1950 in Hayle abgewrackt |
| U 713         | VII C    | 29. Dez. 1942    | 24. Feb. 1944       | † | 5 Feindfahrten, keine Erfolge. Nordwestlich Narvik beim Angriff auf den Nordmeergeleitzug JW 57 (69° 27′ N, 4° 53′ O) durch Wasserbomben des britischen Zerstörers HMS Keppel versenkt (50 Tote, Totalverlust) |
| U 714         | VII C    | 10. Feb. 1943    | 14. März 1945       | † | 6 Feindfahrten, 1 Schiff mit 1.226 BRT und ein Hilfskriegsschiff mit 425 BRT versenkt. In der Nordsee nahe dem Firth of Forth bei 55° 57′ N, 1° 57′ W durch Wasserbomben der südafrikanischen Fregatte HMSAS Natal und des britischen Zerstörers HMS Wivern versenkt (50 Tote, Totalverlust) |
| U 715         | VII C    | 17. März 1943    | 13. Juni 1944       | † | 1 Feindfahrt, keine Erfolge. Nordöstlich der Färöer bei 62° 55′ N, 2° 59′ W durch Wasserbomben einer kanadischen Canadian Vickers PBV-1 Canso (RCAF-Sqdn. 162/T) versenkt (36 Tote, 16 Überlebende) |
| U 716         | VII C    | 15. Apr. 1943    | 8. Mai 1945         | § | 10 Feindfahrten, 1 Schiff mit 7.200 BRT und 1 Kriegsschiff mit 54 t (an Bord eines Transporters) versenkt. In Narvik übergeben, nach Loch Ryan überführt. Am 11. Dezember 1945 im Rahmen der Operation Deadlight bei 55° 50′ N, 10° 5′ W als Luftangriffsziel versenkt |
| U 717         | VII C    | 19. Mai 1943     | 2. Mai 1945         | × | 5 Feindfahrten, keine Erfolge. Selbstversenkt in der Kupfermühlenbucht bei 54° 49′ N, 9° 27′ O nach Beschädigungen durch britischen Luftangriff |
| U 718         | VII C    | 25. Juni 1943    | 18. Nov. 1943       | × | Keine Feindfahrten. In der Ostsee nordöstlich Bornholm bei 55° 21′ N, 15° 24′ O mit U 476 kollidiert und gesunken (43 Tote, 7 Überlebende) |
| U 719         | VII C    | 27. Juli 1943    | 26. Juni 1944       | † | 1 Feindfahrt, keine Erfolge. Nordwestlich Irlands bei 55° 33′ N, 11° 2′ W durch Wasserbomben des britischen Zerstörers Bulldog versenkt (52 Tote, Totalverlust) |
| U 720         | VII C    | 17. Sep. 1943    | 8. Mai 1945         | § | Keine Feindfahrten, Ausbildungsboot. In Wilhelmshaven übergeben, nach Loch Ryan verbracht, am 21. Dezember 1945 im Rahmen der Operation Deadlight bei 56° 4′ N, 9° 35′ W mit Schiffsartillerie versenkt |
| U 721         | VII C    | 8. Nov. 1943     | 4. Mai 1945         | × | Keine Feindfahrten, Ausbildungsboot. Im Rahmen der Operation Regenbogen in der Geltinger Bucht selbstversenkt, später abgebrochen |
| U 722         | VII C    | 15. Dez. 1943    | 27. März 1945       | † | 3 Feindfahrten, 1 Schiff mit 2.190 BRT versenkt. Nahe der Hebriden bei 57° 9′ N, 6° 55′ W durch Wasserbomben der britischen Fregatten HMS Fitzroy, HMS Redmill und HMS Byron versenkt (44 Tote, Totalverlust) |
| U 723         | VII C/41 |                  |                     |   | Am 14. Oktober 1941 in Auftrag gegeben, Kiellegung 9. Januar 1943. Bau am 30. September 1943 ausgesetzt |
| U 724         | VII C/41 |                  |                     |   | Am 14. Oktober 1941 in Auftrag gegeben, Kiellegung 25. Juli 1943. Bau am 30. September 1943 ausgesetzt |
| U 725 – U 726 | VII C/41 |                  |                     |   | Am 14. Oktober 1941 in Auftrag gegeben. Bau noch vor Beginn am 30. September 1943 ausgesetzt und am 22. Juli 1944 abgebrochen |
| U 727 – U 730 | VII C/41 |                  |                     |   | Am 13. Juni 1942 in Auftrag gegeben. Bau noch vor Beginn am 30. September 1943 ausgesetzt und am 22. Juli 1944 abgebrochen |
| U 731         | VII C    | 3. Okt. 1942     | 15. Mai 1944        | † | 4 Feindfahrten, keine Erfolge. Im Atlantik nahe Tanger bei 35° 54′ N, 5° 45′ W durch Hedgehog-Wasserbomben der britischen Korvette HMS Kilmarnock und des Anti-U-Boot-Trawlers HMS Backfly sowie zweier US-amerikanischer PBY Catalina-Flugboote (VP-63/P-12/P-1) versenkt (54 Tote, Totalverlust) |
| U 732         | VII C    | 24. Okt. 1942    | 31. Okt. 1943       | † | 3 Feindfahrten, keine Erfolge. Im Atlantik nahe Tanger bei 35° 54′ N, 5° 52′ W durch Wasserbomben des britischen Anti-U-Boot-Trawlers HMS Imperialist und des Zerstörers HMS Douglas versenkt (31 Tote, 18 Überlebende) |
| U 733         | VII C    | 14. Nov. 1942    | 5. Mai 1945         | × | Keine Feindfahrten, Ausbildungsboot. Am 9. April 1943 nach Kollision mit einem nicht identifizierten U-Boot gesunken. Danach gehoben und weiterbetrieben. Selbstversenkt in der Flensburger Förde bei 54° 48′ N, 9° 49′ O nach schweren Beschädigungen durch Bomben und Bordwaffenbeschuss eines Flugzeugs(?), 1948 abgebrochen                                                                            |
| U 734         | VII C    | 5. Dez. 1942     | 9. Feb. 1944        | † | 2 Feindfahrten; keine „Erfolge“. Im Nordatlantik südwestlich von Irland bei 49° 43′ N, 16° 23′ W durch Wasserbomben der britischen Sloops Wild Goose und Starling versenkt (49 Tote, Totalverlust) |
| U 735         | VII C    | 28. Dez. 1942    | 28. Dez. 1944       | † | Keine Feindfahrten, bis 31. Juli 1944 Ausbildungsboot. Im Oslofjord nahe Horten bei 59° 28′ 2″ N, 10° 29′ 3″ O während eines britischen Luftangriffes (RAF A/C) versenkt (39 Tote, 1 Überlebender) |
| U 736         | VII C    | 16. Jan. 1943    | 6. Aug. 1944        | † | 2 Feindfahrten bis 31. März 1944 Ausbildungsboot. In der Biskaya westlich St. Nazaire bei 47° 19′ N, 4° 16′ W durch Wasserbomben versenkt (28 Tote, 19 Überlebende) |
| U 737         | VII C    | 30. Jan. 1943    | 19. Dez. 1944       | × | 8 Feindfahrten, keine Erfolge. Im Vestfjord bei 68° 9′ N, 15° 39′ O nach Kollision mit dem deutschen Minenräumschiff MRS 25 gesunken (31 Tote, 20 Überlebende) |
| U 738         | VII C    | 20. Feb. 1943    | 14. Feb. 1944       | × | Keine Feindfahrten, Ausbildungsboot. In der Ostsee nahe Gotenhafen bei 54° 31′ N, 18° 33′ O nach Kollision mit dem Dampfschiff Erna gesunken (22 Tote, 24 Überlebende) |
| U 739         | VII C    | 6. März 1943     | 8. Mai 1945         | § | 8 Feindfahrten, 1 Kriegsschiff mit 625 t versenkt. In Wilhelmshaven übergeben, nach Loch Ryan überführt. Im Rahmen der Operation Deadlight am 16. Dezember 1945 bei 56° 10′ N, 10° 5′ W als Luftangriffsziel versenkt |
| U 740         | VII C    | 27. März 1943    | 6. Juni 1944        | ? | 2 Feindfahrten, keine Erfolge. Im Ärmelkanal vermisst (51 Tote, Totalverlust) |
| U 741         | VII C    | 10. Apr. 1943    | 15. Aug. 1944       | † | 5 Feindfahrten, 1 Landungsboot versenkt. Im Ärmelkanal nordwestlich Le Havre bei 50° 20′ 48″ N, 0° 34′ 58″ W von Wasserbomben der britischen Korvette HMS Orchis versenkt (48 Tote, 1 Überlebender) |
| U 742         | VII C    | 1. Mai 1943      | 18. Juli 1944       | † | 2 Feindfahrten, keine Erfolge. Im Nordatlantik westlich Narvik bei 68° 24′ N, 9° 51′ O durch Wasserbomben eines britischen PBY Catalina-Flugbootes (RAF Sqdn. 210/Z) versenkt (52 Tote, Totalverlust) |
| U 743         | VII C    | 15. Mai 1943     | 9. Sep. 1944        | ? | 1 Feindfahrt, keine Erfolge. Nördlich Irland vermisst. Wrack 2001 bei 55° 38′ N, 7° 26′ W in 69 m Tiefe (wahrscheinlich) entdeckt (50 Tote, Totalverlust) |
| U 744         | VII C    | 5. Juni 1943     | 6. März 1944        | † | 2 Feindfahrten, 1 Schiff mit 7.359 BRT und ein Kriegsschiff mit 1.625 t versenkt. Durch Torpedos und Wasserbomben des britischen Zerstörers Icarus, der kanadischen Fregatte St. Catharines, der kanadischen Korvetten Fennel, Chilliwack, der kanadischen Zerstörer Chaudiere, Gatineau und der britischen Korvette Kenilworth im Nordatlantik bei 52° 1′ N, 22° 37′ W versenkt (12 Tote, 40 Überlebende) |
| U 745         | VII C    | 19. Juni 1943    | Jan. 1945           | † | 4 Feindfahrten, 1 Hilfskriegsschiff mit 140 BRT und ein Kriegsschiff mit 600 t versenkt. Innerhalb des Minenfeldes „Vantaa 3“ (Finnischen Meerbusen, südl. der Halbinsel Hanko) durch Mineneinwirkung gesunken (48 Tote, Totalverlust) |
| U 746         | VII C    | 4. Juli 1943     | 5. Mai 1945         | × | Keine Feindfahrten. Nach Bombenangriff in der Geltinger Bucht selbstversenkt, 1948 abgebrochen |
| U 747         | VII C    | 17. Juli 1943    | 1. Apr. 1945        | † | Keine Feindfahrten. In Hamburg bei Luftangriff zerstört |
| U 748         | VII C    | 31. Juli 1943    | 3. Mai 1945         | × | 1 Feindfahrt, keine Erfolge. Selbstversenkt bei Rendsburg |
| U 749         | VII C    | 14. Aug. 1943    | 4. Apr. 1945        | † | Keine Feindfahrten. Im Dock der Germaniawerft in Kiel durch US-Bombenangriff zerstört (2 Tote) |
| U 750         | VII C    | 26. Aug. 1943    | 5. Mai 1945         | × | Keine Feindfahrten, in der Flensburger Förde bei 54° 50′ N, 9° 30′ O selbstversenkt |

## Nächste U-Boot-Serie
- Liste deutscher U-Boote (1935–1945)/U 751–U 1000